# Hamdan Qàrmat ibn al-Àixath
Hamdan Qàrmat ibn al-Àixath, més conegut simplement com a Hamdan Qàrmat (desaparegut vers 900) fou daï dels ismaïlites de Kufa, que pel seu nom foren coneguts com a càrmates. Era un camperol del Sawad, d'un poble proper a Kufa. El seu malnom "Qàrmat" voldria dir "l'home de les cames curtes" o "l'home dels ulls vermells".
Va ser convertit al moviment ismaïlita pel daï Al-Hussayn al-Ahwazí vers 877 i va succeir al seu mestre; el seu cunyat Abdan fou el seu principal col·laborador i aviat va actuar com a daï independent. Va agafar molts adeptes i va instaurar una propietat comuna dels béns i un servei d'assistència als necessitats. El 890 o 891 va construir una fortalesa (dar hijra) per servir de refugi. Durant uns anys va escapar al control del govern que no s'ocupava gaire de la regió després de la revolta dels zanj. La seva idea central era que el mahdí Muhàmmad ibn Ismaïl, vindria com a sèptim imam i apòstol de Déu per tancar l'època de Muhàmmad, sisè imam, i establir la justícia abolint la llei islàmica i proclamant la veritat amagada.
Quan Ubayd-Al·lah (909–934) va agafar la direcció del moviment ismaïlita, Hamdan i Abdan es van adonar que eliminava els llaços amb el sèptim imam que seria ell mateix. Hamdan i Abdan van interrompre la propaganda (vers 899) i van crear una escissió al moviment ismaïlita. Poc després Hamdan va anar a Kalwadha, on va desaparèixer (vers 900).